# Giovanny
Giovanny Bariani Marques (São Paulo, Brasil; 19 de septiembre de 1997) es un futbolista brasileño. Juega de extremo izquierdo y su equipo actual es el Juventude la Serie A de Brasil.

## Selección nacional

### Trayectoria
Giovanny ha sido parte de la selección de Brasil en la categoría sub-20.
Fue convocado por primera vez para viajar a Corea del Sur y jugar un cuadrangular internacional amistoso, por el entrenador Rogério Micale.
Debutó con la canarinha el 18 de mayo de 2016, fue titular en el primer partido contra los locales, Corea del Sur, y empataron 1 a 1 en Suwon. En el segundo juego, su rival fue Japón, esta vez fue suplente, perdían 2 a 0 pero Giovanny ingresó en el segundo tiempo, se despachó con 2 goles y finalmente empataron 2-2. Concluyeron su participación en la Suwon JS Cup contra Francia, esta vez jugó como titular y ganaron 2 a 1. Con dos empates y una victoria, quedaron en segunda posición.
A pesar de su efectividad, no fue convocado en los siguientes períodos de entrenamiento, sus compañeros viajaron a Inglaterra para jugar una serie de amistosos contra la selección local. Luego fueron llamados para jugar en Chile un cuadrangular de selecciones, pero Giovanny no apareció en la lista, sin embargo debido a una lesión de un compañero, fue citado en su lugar. Primero se enfrentaron a Ecuador, ganaron 3 a 0 pero no tuvo minutos.
En el segundo juego de la Copa Ciudad de la Independencia, jugaron el clásico ante Uruguay, al minuto 30 su compañero Felipe Vizeu abrió el marcador, antes de finalizar el primer tiempo le quedó un penal a favor de los uruguayos, remató Nicolás Schiappacasse pero Lucas Perri lo detuvo. Para la segunda mitad, Giovanny estiró la ventaja con un gol a los 5 minutos, ya en tiempo cumplido Carlos Benavidez acortó distancias pero el juego finalizó 2-1. Tuvo como rivales a jugadores como Rodrigo Amaral, Diego Rossi y Agustín Sant'Anna.
Para el último partido, se enfrentaron al local, Chile, selección con la que empataron 1 a 1, lo que significó el título para Brasil. Giovanny jugó los dos partidos finales como titular y anotó un gol.
En la siguiente convocatoria fue descartado una vez más, para un viaje a México y jugar contra la selección local. Por una lesión de Caio Monteiro, fue llamado en su lugar.
El 11 de octubre se enfrentaron a México en el primer amistoso y ganaron 1 a 0. Luego jugaron la revancha y fueron derrotados por primera vez en el proceso, por 2 a 1, Giovanny anotó el gol. Fue suplente en el primer partido y titular en el segundo.
Rogério Micale definió a los 23 jugadores para ser parte del Sudamericano Sub-20 el 7 de diciembre, pero Giovanny no quedó en la lista. Debido a una lesión de Caio Monteiro, fue citado en su lugar.

### Participaciones en juveniles
En cursiva las competiciones no oficiales.
| Competición                                    | Sede          | Resultado     | Partidos | Goles |
| ---------------------------------------------- | ------------- | ------------- | -------- | ----- |
| Suwon JS Cup Sub-19 de 2016                    | Corea del Sur | Subcampeón    | 3        | 2     |
| Copa Ciudad de la Independencia Sub-19 de 2016 | Chile         | Campeón       | 2        | 1     |
| Campeonato Sudamericano Sub-20 de 2017         | Ecuador       | Quinto puesto | 6        | 0     |

### Detalles de partidos
| Con Brasil Sub-20 | Con Brasil Sub-20 | Con Brasil Sub-20 | Con Brasil Sub-20       | Con Brasil Sub-20         | Con Brasil Sub-20                        | Con Brasil Sub-20 | Con Brasil Sub-20 | Con Brasil Sub-20 | Con Brasil Sub-20 |
| N°                | Rival             | Resultado         | Fecha                   | Lugar                     | Competencia                              | Goles             | Asistencias       | Ref. |                   |
| ----------------- | ----------------- | ----------------- | ----------------------- | ------------------------- | ---------------------------------------- | ----------------- | ----------------- | --- | ----------------- |
| 1                 | Corea del Sur     | 1:1 (1:1)         | 18 de mayo de 2016      | Suwon Corea del Sur       | Amistoso Suwon JS Cup                    | -                 | -                 | Uso incorrecto de la plantilla enlace roto (enlace roto disponible en Internet Archive; véase el historial, la primera versión y la última). |                   |
| 2                 | Japón             | 2:2 (2:0)         | 20 de mayo de 2016      | Suwon Corea del Sur       | Amistoso Suwon JS Cup                    | ,                 | -                 | Uso incorrecto de la plantilla enlace roto (enlace roto disponible en Internet Archive; véase el historial, la primera versión y la última). |                   |
| 3                 | Francia           | 2:1 (1:0)         | 22 de mayo de 2016      | Suwon Corea del Sur       | Amistoso Suwon JS Cup                    | -                 | -                 | 3 |                   |
| 4                 | Uruguay           | 2:1 (1:0)         | 14 de octubre de 2016   | Talca · Chile             | Amistoso Copa Ciudad de la Independencia | 50'               | -                 | 4 Archivado el 8 de noviembre de 2016 en Wayback Machine.                                                                                    |                   |
| 5                 | Chile             | 1:1 (0:1)         | 16 de octubre de 2016   | Talca · Chile             | Amistoso Copa Ciudad de la Independencia | -                 | -                 | 5 Archivado el 2 de diciembre de 2016 en Wayback Machine.                                                                                    |                   |
| 6                 | México            | 0:1 (0:1)         | 11 de noviembre de 2016 | Ciudad de México · México | Amistoso                                 | -                 | -                 | 6 Archivado el 2 de diciembre de 2016 en Wayback Machine.                                                                                    |                   |
| 7                 | México            | 2:1 (0:0)         | 14 de noviembre de 2016 | Ciudad de México · México | Amistoso                                 | 63'               | -                 | 7 |                   |
| 8                 | Ecuador           | 0:1 (0:0)         | 18 de enero de 2017     | Riobamba · Ecuador        | Campeonato Sudamericano Fase de grupos   | -                 | -                 | 8 Archivado el 31 de enero de 2017 en Wayback Machine.                                                                                       |                   |
| 9                 | Chile             | 0:0               | 20 de enero de 2017     | Riobamba · Ecuador        | Campeonato Sudamericano Fase de grupos   | -                 | -                 | Uso incorrecto de la plantilla enlace roto (enlace roto disponible en Internet Archive; véase el historial, la primera versión y la última). |                   |
| 10                | Colombia          | 1:0 (0:0)         | 24 de enero de 2017     | Riobamba · Ecuador        | Campeonato Sudamericano Fase de grupos   | -                 | -                 | Uso incorrecto de la plantilla enlace roto (enlace roto disponible en Internet Archive; véase el historial, la primera versión y la última). |                   |
| 11                | Ecuador           | 2:2 (0:2)         | 30 de enero de 2017     | Quito · Ecuador           | Campeonato Sudamericano Hexagonal final  | -                 | -                 | Uso incorrecto de la plantilla enlace roto (enlace roto disponible en Internet Archive; véase el historial, la primera versión y la última). |                   |
| 12                | Venezuela         | 1:0 (0:0)         | 5 de febrero de 2017    | Quito · Ecuador           | Campeonato Sudamericano Hexagonal final  | -                 | -                 | Uso incorrecto de la plantilla enlace roto (enlace roto disponible en Internet Archive; véase el historial, la primera versión y la última). |                   |
| 13                | Argentina         | 2:2 (1:1)         | 8 de febrero de 2017    | Quito · Ecuador           | Campeonato Sudamericano Hexagonal final  | -                 | -                 | Uso incorrecto de la plantilla enlace roto (enlace roto disponible en Internet Archive; véase el historial, la primera versión y la última). |                   |

## Estadísticas

### Clubes
Actualizado al 11 de diciembre de 2016.
Último partido citado: Atlético Paranaense 0 - 0 Flamengo
| Guaratinguetá · Brasil                             | 3.ª           | 2015          | 17 | 8 | 8  | 2 | - | - | - | - | 25 | 10 |
| Guaratinguetá · Brasil                             | Total club    | Total club    | 17 | 8 | 8  | 2 | 0 | 0 | 0 | 0 | 25 | 10 |
| Ponte Preta · Brasil                               | 1.ª           | 2015          | 0  | 0 | -  | - | - | - | - | - | 0  | 0  |
| Ponte Preta · Brasil                               | Total club    | Total club    | 0  | 0 | 0  | 0 | 0 | 0 | 0 | 0 | 0  | 0  |
| Atlético Paranaense · Brasil                       | 1.ª           | 2016          | 11 | 0 | 5  | 1 | 4 | 0 | - | - | 20 | 1  |
| Atlético Paranaense · Brasil                       | 1.ª           | 2017          | 0  | 0 | 0  | 0 | - | - | - | - | 0  | 0  |
| Atlético Paranaense · Brasil                       | Total club    | Total club    | 11 | 0 | 5  | 1 | 4 | 0 | 0 | 0 | 20 | 1  |
| Total carrera                                      | Total carrera | Total carrera | 28 | 8 | 13 | 3 | 4 | 0 | 0 | 0 | 45 | 11 |
| (1)Incluidos los datos de la Copa de Brasil (2016) |               |               |    |   |    |   |   |   |   |   |    |    |

### Selección
Actualizado al 11 de febrero de 2017.
Último partido citado: Colombia 0 - 0 Brasil
| Sub-20 · Brasil                                                  | 2016          | - | - | - | - | 7 | 4 | 7  | 4 |
| Sub-20 · Brasil                                                  | 2017          | 6 | 0 | - | - | 0 | 0 | 6  | 0 |
| Sub-20 · Brasil                                                  | Total sel.    | 6 | 0 | - | - | 7 | 4 | 13 | 4 |
| Total carrera                                                    | Total carrera | 6 | 0 | - | - | 7 | 4 | 13 | 4 |
| (1)Incluidos los datos del Campeonato Sudamericano Sub-20 (2017) |               |   |   |   |   |   |   |    |   |

### Resumen estadístico
|                            | Partidos | Goles | Promedio |
| -------------------------- | -------- | ----- | -------- |
| Liga                       | 28       | 8     | 0,28     |
| Estatal                    | 13       | 3     | 0,23     |
| Copas nacionales           | 4        | 0     | 0,00     |
| Copas internacionales      | 0        | 0     | 0,00     |
| Selección de Brasil Sub-20 | 13       | 4     | 0,30     |
| Total                      | 58       | 15    | 0,25     |

## Palmarés

### Títulos regionales
| Título                | Equipo              | País   | Año  |
| --------------------- | ------------------- | ------ | ---- |
| Campeonato Paranaense | Atlético Paranaense | Brasil | 2016 |

### Títulos amistosos
| Título                          | Equipo                     | País  | Año  |
| ------------------------------- | -------------------------- | ----- | ---- |
| Copa Ciudad de la Independencia | Selección de Brasil Sub-20 | Chile | 2016 |